# Phantyna micro
Phantyna micro là một loài nhện trong họ Dictynidae.
Loài này thuộc chi Phantyna. Phantyna micro được Ralph Vary Chamberlin & Wilton Ivie miêu tả năm 1944.